# Massimiliano Rosa
Pour les articles homonymes, voir Rosa.
Massimiliano Rosa (né le 12 octobre 1970 à Venise en Italie) est un joueur de football italien, qui évoluait au poste de défenseur.

## Biographie
Durant sa carrière, il a tout d'abord évolué avec son club formateur, qui n'est autre que l'équipe de sa ville natale du Foot Ball Club Unione Venise, avant de rejoindre le club du Polisportiva Nuovo Campobasso Calcio.
En 1989, il débarque pour une saison au club de la Juventus Football Club. Bien qu'il n'y joue qu'un seul match, il est quand même dans les effectifs qui remportent la Coupe d'Italie ainsi que la Coupe UEFA de la saison 1989-1990.
Il rejoint ensuite le Cagliari Calcio, le Calcio Padoue puis le Salernitana Calcio 1919, avant de finir sa carrière pour le club du SPAL Ferrare.

## Palmarès
- Serie B : (1)
  - Vainqueur : 1997-98.

- Serie C2 : (1)
  - Vainqueur : 2000-01.